# Jesús María Satrústegui
Jesús María Satrustegui Aspiróz (Pamplona, 12 de fevereiro de 1954) é um ex-futebolista profissional espanhol, que atuava como atacante.

## Carreira
Jesús María Satrustegui atuou somente na Real Sociedad em sua carreira, onde fez 162 gols. É o maior artilheiro da história da Real Sociedad, e fez parte da lendária geração do clube basco bicampeão da La Liga, em 1981 e 1982. 

## Seleção
Ele fez parte do elenco da Seleção Espanhola de Futebol da Copa do Mundo de 1982 e da Euro 1980.

## Títulos
Real Sociedad
- La Liga: 1980–81, 1981–82
- Supercopa de España: 1982